# 3 Brygada Kawalerii Spahisów

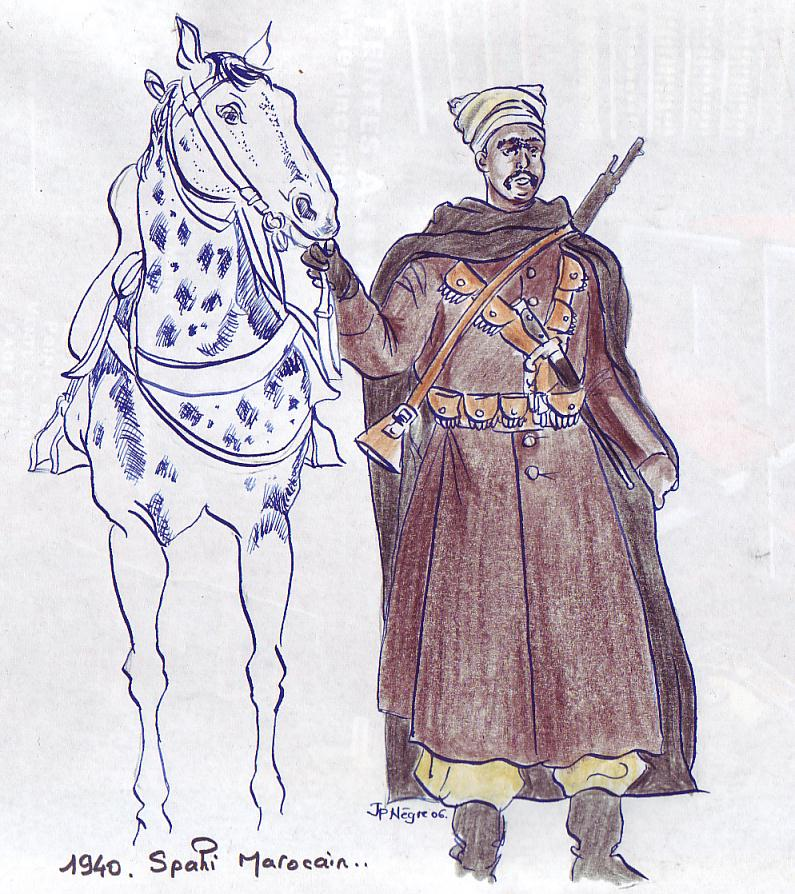
W 1940.

3 Brygada Kawalerii Spahisów – jedna z francuskich brygad kawalerii okresu II wojny światowej (kampanii francuskiej). W 1940 w składzie 9 Armii. 10 maja 1940 stacjonowała w Laval-Dieu. Jej dowódcą był płk Marc.

## Skład
- 2 pułk algierskich spahisów,
- 2 pułk marokańskich spahisów,
- inne służby.